# Diego Rivas Palmer
Diego Rivas Palmer (nacido el 8 de octubre de 2003 en Liria, Valencia) es un jugador de baloncesto profesional español que mide 1,98 metros y actualmente juega de alero en las filas del Nadunet Refitel Bàsquet Llíria de la Segunda FEB. Es hermano del también baloncestista Alejandro Rivas.

## Trayectoria
Nacido en Liria, alencia, es un jugador formado en las categorías inferiores del EB Lliria en el que jugaría hasta categoría alevín y Horta Godella en el que jugaría en infantiles donde jugó el Campeonato de España tras quedar en la segunda posición en la fase final autonómica.
Durante la temporada 2017-18 formaría parte del equipo cadete del CB TerrAlfas, con los que alcanzó la cuarta posición en la fase final autonómica.
En la temporada 2018-19, aún en categoría cadete ingresó en el Valencia Basket. En diciembre de 2018 disputó el Campeonato de España cadete de selecciones autonómicas con el que conquistó el sexto puesto, torneo en el que promedió 27 minutos de juego, 7,8 puntos, 8 rebotes y 11,8 de valoración. Además, con el conjunto 'taronja' sería campeón autonómico.
Durante la temporada 2019-20, jugó en el equipo junior del Valencia Basket, con el que disputó Torneos de Euroliga Adidas Next Generation o competiciones con las categorías inferiores de España.
El 4 de septiembre de 2020, se hace oficial su fichaje por el Palmer Alma Mediterránea Palma de la Liga LEB Oro, durante una temporada, cedido por el Valencia Basket, junto a su hermano Alejandro.
El 27 de agosto de 2022, firma por el CB L'Horta Godella de la Liga LEB Plata, en calidad de cedido por Valencia Basket.
En agosto de 2024, firma por el Club Baloncesto Lucentum Alicante de la Liga LEB Oro. El 18 de febrero de 2025, se hace oficial que no continuaría en el conjunto alicantino y al día siguiente firma por el Nadunet Refitel Bàsquet Llíria de la Segunda FEB.

## Internacional
Ha formado parte de la selección española de baloncesto. En diciembre de 2018 disputó con la selección sub-16 para disputar el Torneo de Iscar, donde España consiguió el subcampeonato. En 2019 sería convocado con la selección sub-16, con la que ganaría el Torneo de Bellegarde.